# Nkum
Nkum est une commune du Cameroun située dans la région du Nord-Ouest et le département du Bui.

## Population
Lors du recensement de 2005, la commune comptait 44 059 habitants.

## Structure administrative de la commune
La commune comprend les localités suivantes :
- Banten
- Buh
- Dzeng
- Fonkava
- Kifem
- Kishong
- Kovifem
- Kuintar
- Kuvlu
- Mah
- Mbam-Song
- Mbiim
- Memfu
- Ndevru
- Ndzennso
- Ngendzen
- Ngondzen
- Nkeng
- Nseh
- Sa'anyar
- Takijah
- Takui
- Tatum
- Waikov
- Wailai
- Yangkitari